# Casandria
Casandria is een geslacht van vlinders van de familie spinneruilen (Erebidae), uit de onderfamilie Catocalinae.

## Soorten
- C. albiplena Prout, 1919
- C. cabra Dognin, 1894
- C. caelebs Prout, 1919
- C. chiripa Dognin, 1894
- C. daunus Druce
- C. drucei Dognin, 1889
- C. emittens Walker, 1857
- C. fassli Zerny, 1916
- C. fosteri Hampson, 1913
- C. frigida Jones, 1921
- C. grandis Schaus, 1894
- C. lignaris Schaus, 1894
- C. pamela Schaus, 1906
- C. penicillum Felder, 1874
- C. semilinea Prout, 1919
- C. splendens Druce, 1889
- C. xylinoides Schaus, 1894